# Болфан
Болфан (хорв. Bolfan) — населений пункт у Хорватії, у Вараждинській жупанії у складі міста Лудбрег.

## Населення
Населення за даними перепису 2011 року становило 413 осіб.
Динаміка чисельності населення поселення:

## Клімат
Середня річна температура становить 10,40 °C, середня максимальна – 24,45 °C, а середня мінімальна – -5,89 °C. Середня річна кількість опадів – 779 мм.
| Клімат поселення                              | Клімат поселення | Клімат поселення | Клімат поселення | Клімат поселення | Клімат поселення | Клімат поселення | Клімат поселення | Клімат поселення | Клімат поселення | Клімат поселення | Клімат поселення | Клімат поселення | Клімат поселення |
| Показник                                      | Січ.             | Лют.             | Бер.             | Квіт.            | Трав.            | Черв.            | Лип.             | Серп.            | Вер.             | Жовт.            | Лист.            | Груд.            |                  |
| Середній максимум, °C                         | 5,58             | 7,42             | 11,93            | 16,25            | 21,46            | 24,45            | 23,64            | 23,10            | 19,01            | 14,32            | 8,68             | 4,50             |                  |
| Середня температура, °C                       | −0,15            | 1,69             | 6,18             | 10,51            | 15,73            | 18,71            | 20,11            | 19,58            | 15,48            | 10,80            | 5,16             | 0,98             |                  |
| Середній мінімум, °C                          | −5,89            | −4,04            | 0,47             | 4,78             | 10,00            | 12,97            | 16,59            | 16,05            | 11,96            | 7,27             | 1,64             | −2,55            |                  |
| Норма опадів, мм                              | 39               | 39               | 48               | 61               | 71               | 88               | 82               | 76               | 74               | 68               | 77               | 56               |                  |
| Середньомісячна швидкість вітру, м/с          | 2.20             | 2.41             | 2.80             | 2.70             | 2.50             | 2.22             | 2.20             | 1.94             | 2.00             | 2.06             | 2.21             | 2.21             |                  |
| Середньомісячна сонячна радіація, кДж/м²·день | 4042             | 6802             | 10600            | 15015            | 19215            | 21085            | 21753            | 19051            | 14058            | 8711             | 4512             | 3250             |                  |
| --------------------------------------------- | ---------------- | ---------------- | ---------------- | ---------------- | ---------------- | ---------------- | ---------------- | ---------------- | ---------------- | ---------------- | ---------------- | ---------------- | ---------------- |
| Джерело:                                      |                  |                  |                  |                  |                  |                  |                  |                  |                  |                  |                  |                  |                  |